# HANAWA ROCK
HANAWA ROCK（ハナワ・ロック）は、日本のお笑い芸人であるはなわの1枚目のアルバム。

## 内容
はなわの初のオリジナルアルバム。自身のエピソード、都道府県にまつわる話を主にして歌った。
ミュージック・ビデオは東京都健康プラザハイジアの屋上で撮影された。
『大阪府』には、やしきたかじんや、兵庫県出身の上沼恵美子を名指しで歌っており、上沼を「カリスマ」と評した。たかじん、上沼を始めとする関西人の間では、「ほとんど正しい」などの絶賛的な意見が相次いだ。また、『千葉県』でも、ヨネスケを名指しで歌っている。
テレビ朝日系「MUSIC STATIONスペシャル」、NHK総合「ポップジャム」では、「佐賀県(シングルバージョン)」「大阪府」「埼玉県」「千葉県」を熱唱した。
「埼玉県」は、2019年に映画『翔んで埼玉』主題歌「埼玉県のうた」としてリメイクされた。

## 収録曲
| 全作詞・作曲: はなわ、全編曲: 小林俊太郎（#5はCRY-叫-との共同編曲）。 |                                          |        |            |      |
| #                                                                     | タイトル                                 | 作詞   | 作曲・編曲 | 時間 |
| 1.                                                                    | 「おーぷにんぐ」                         | はなわ | はなわ     | 0:17 |
| 2.                                                                    | 「僕の名前」                             | はなわ | はなわ     | 3:08 |
| 3.                                                                    | 「千葉県（feat. ムッシュかまやつ）」     | はなわ | はなわ     | 4:28 |
| 4.                                                                    | 「親父」                                 | はなわ | はなわ     | 6:21 |
| 5.                                                                    | 「埼玉県（feat. CRY-叫-）」              | はなわ | はなわ     | 3:26 |
| 6.                                                                    | 「はなわのさわやかな青春」               | はなわ | はなわ     | 6:35 |
| 7.                                                                    | 「実話」                                 | はなわ | はなわ     | 2:49 |
| 8.                                                                    | 「大阪府」                               | はなわ | はなわ     | 4:06 |
| 9.                                                                    | 「Hな男の子」                            | はなわ | はなわ     | 3:12 |
| 10.                                                                   | 「俺のきっかけ」                         | はなわ | はなわ     | 4:13 |
| 11.                                                                   | 「佐賀県（あこーすてぃっくわらいなし）」 | はなわ | はなわ     | 4:57 |
| 12.                                                                   | 「生きてやれ」                           | はなわ | はなわ     | 5:28 |
| 13.                                                                   | 「かあちゃん（モノラル録音）」           | はなわ | はなわ     | 2:08 |
| 合計時間:                                                             | 合計時間:                                | 51:08  |            |      |